# Limit (Jugendzeitschrift)
Limit war eine Jugendzeitschrift der Walt Disney Company. Herausgegeben wurde sie von 1992 bis 1998 durch den Ehapa Verlag in Deutschland und durch den Egmont Verlag in Österreich. Sie erschien monatlich.
Das Magazin sollte Jungen erreichen, die andere Titel wie das Micky-Maus-Magazin nicht lasen. Der Titel enthielt Abenteuer-Comics, verschiedene Celebrity-Beiträge und Bereiche zu Technik und Wissenschaft, inhaltlich ähnlich wie die in Amerika erschienenen American Disney Adventures. Nach mehreren Test-Monaten erschien es 1993 beim Ehapa-Verlag. Limit enthielt 40 % Leitartikel für Leser, die sich für Action, Abenteuer und Comics interessieren. Themen wie Wrestling, American Football, Motorsport, Actionhelden und andere Helden dieser Altersgruppe sowie Naturthemen wie gefährliche oder vom Aussterben bedrohte Tierarten waren Themen der Artikel. Des Weiteren wurden besonders aufregende oder spektakuläre Berufe, Ereignisse oder Funde vorgestellt.
Eine Zielgruppen-Analyse ergab, dass 85 % der 9- bis 11-Jährigen und 93 % der 12- bis 14-Jährigen das Magazin mit ihrem Taschengeld bezahlten. 70 % der Leser hörten das erste Mal durch Fernsehwerbung von Limit und 95 % berichteten, dass sie die letzte Limit-Werbung gesehen hätten. 98 % erwarben das Magazin aufgrund ihres Konzeptes, 75 % meinten, das Magazin sei perfekt, 17 % hätten gerne mehr Beiträge und 8 % mehr Comics.
Das Magazin wurde in zwei Gebieten Deutschlands getestet, bevor es bundesweit erschien. In einem Gebiet warb Limit ausschließlich im Mickey-Maus-Magazin, in dem anderen zusätzlich mit Fernsehwerbung. Im zweiten Gebiet waren die Verkaufszahlen um 58 % höher als im ersten Gebiet. Die durchschnittlichen Verkaufszahlen von Limit betrugen 260.000 pro Ausgabe.
Es erschien auch ein Limit-Sammelband im Format eines Taschenbuchs mit jeweils drei Limit-Ausgaben.